# Архангельский (Самарская область)
Арха́нгельский — посёлок в Сызранском районе Самарской области. Входит в состав сельского поселения Усинское.

## География
Посёлок находится на расстоянии примерно 14 км (по прямой) к северу от северной границы города Сызрань, административного центра района.

## Население
| 2010 |
| ---- |
| 7    |

### Национальный состав
Согласно результатам переписи 2002 года, в деревне проживал один житель русской национальности.